# Прибылев
Прибылев (укр. Прибилів) — село в Тлумачской городской общине Ивано-Франковского района Ивано-Франковской области Украины.
Население по переписи 2001 года составляло 1053 человека. Население 2022 год - 904 человек. Занимает площадь 2,755 км². Почтовый индекс — 78031. Телефонный код — 03479.

## История
Село валашского права с 1475 года находилось в составе Галицкой земли. Наследницей земли была Катажына Куропатова дочь Николая. В 1944 году ОУНовцы убили в селе 29 поляков.
Принадлежало к сельскому совету Королевка В селе долгие годы проповедовал отец Зеновий Киселевский (до 1974 г.) Пятнадцать лет в селе проповедовал отец Василий (Семенюк) в доме Михаила и Анны Фариляк была тайная церковь.
В 2019 году немецкая фирма FEFA и глава Тлумацкой ОТГ Роман Круховский пообещали построить в селе ветровую станцию.
В селе действует украинский волейбольный клуб с Супер Лиги

## Население
- 1989 год 1039 человек
- 2001 год 1051 человек
- 2022 год 904 человек[6]

## Памятки
- Одноэтажный усадебный дом в стиле классицизма построен в начале 19-го века утрачен 1939 г.
- Церковь Преображения Господа нашего Иисуса Христа
- В селе начинается река Дустрив[7]

## Известные люди
- Катажына Куропатова (?-1482) - владела имением Прибылев
- Николай Куропатов - владелец имения Прибылев
- Василий (Семенюк) епископ и митрополит УГКЦ проповедовал в селе многие годы 1970-х и 1980-х